# 愛知環狀鐵道
愛知環狀鐵道株式會社（日语：／ Aichi Kanjō Tetsudō */?）是一間總部設於愛知縣，由該縣等出資，以第三部門方式營運的鐵路公司。負責營運由日本國有鐵道（國鐵）→東海旅客鐵道（JR東海）的特定地方交通線轉換的岡多線與日本鐵道建設公團的建設線「愛知環狀鐵道線」（愛環線）。略稱愛環。

## 路線
| 中文線名       | 日文線名 | 起點       | 終點         | 距離（公里） |
| -------------- | -------- | ---------- | ------------ | ------------ |
| 愛知環狀鐵道線 |          | 岡崎（01） | 高藏寺（23） | 45.3         |

## 外部連結
愛知環狀鐵道股份有限公司 （页面存档备份，存于）（日語）